# Mâu (họ)
Mâu là một họ của người trong Vùng văn hóa Đông Á. Họ này có ở Việt Nam, Trung Quốc (chữ Hán: 牟, Bính âm: Móu) và Triều Tiên (Hangul: 모, Romaja quốc ngữ: Mo).
Tạ Trung Quốc Họ này đứng thứ 488 trong danh sách Bách gia tính.

## Người Việt Nam họ Mâu có danh tiếng
| Họ tên             | Sinh thời | Dân tộc | Hoạt động                                                   |
| ------------------ | --------- | ------- | ----------------------------------------------------------- |
| Mâu Du Đô          | ?-1146    | Việt    | Tên chữ Hán: 牟俞都, Đại thần nhà Lý trong lịch sử Việt Nam |
| Mâu Thị Thanh Thủy | 1992-...  | Việt    | Người mẫu, quán quân Vietnam's Next Top Model 2013          |

## Người Trung Qưốc họ Mâu có danh tiếng
- Mâu Tử (牟子), một trong số ít người đầu tiên ở nước ngoài đến Giao Châu (vùng đất miền Bắc Việt Nam ngày nay [1]) tu học và khai truyền đạo Phật tại đây vào cuối thế kỷ 2 đến đầu thế kỷ 3
- Mâu Tử Tài (牟子才), lễ bộ thượng thư Tống triều
- Mâu Đình (牟庭), nhà toán học Thanh triều
- Mâu Trung Hành (牟中珩), tướng lĩnh Trung Hoa dân quốc
- Mâu Tông Tam (牟宗三), triết học gia

## Người Triều Tiên họ Mâu có danh tiếng
- Mo Tae-Bum (chữ Hán: 牟太钒,Hán Việt: Mâu Thái Phàm), vận động viên trượt băng người Hàn Quốc
- Danielle (Tên thật: Mo Ji-hye; Hangul: 모지혜; Hanja: 牟智慧; Hán-Việt: Mâu Trí Tuệ), thành viên nhóm nhạc NewJeans